# Bosquentin
Bosquentin es una localidad y comuna francesa situada en la región de Alta Normandía, departamento de Eure, en el distrito de Les Andelys y cantón de Lyons-la-Forêt.

## Geografía
El municipio se sitúa en una meseta bastante ventosa.

## Historia
Los monjes desempeñaron a partir del siglo XII un gran papel de desbrozadores en una región poco hospitalaria. En 1134 es fundada la abadía de Mortemer. Este lugar es uno de los elementos fundadores del país de Lyon. Trabajando en la región, los monjes construyen una capilla en Bosquentin. En respuesta al desmonte de la región iniciado por los monjes, se construyen algunos graneros en Las Landas (en otro tiempo reputadas tierras estériles y descuidadas) que comenzaban a cultivarse. Estos graneros sirven de lugar de trabajo a los monjes y a los campesinos que se instalan poco a poco en estos espacios cultivables. A ejemplo de otros pueblos de los alrededores (Lilly (Liliacum), Beauficel, etc), Bosquentin pasa del estado de ermita rodeada de tierras fértiles a un campo vasto y agrícola. 

## Demografía
| 118 | 115 | 89 | 77 | 72 | 67 |
| Para los censos de 1962 a 1999 la población legal corresponde a la población sin duplicidades (Fuente: INSEE [Consultar]) |     |    |    |    |    |

## Lugares de interés
Una bonita capilla de Sainte-Anne del siglo XVI, rodeada de su cementerio. Durante un tiempo reconvertida en tempo protestante, poco a poco es aumentada (nave y crucero) y transformada en iglesia. Actualmente está prohibido el paso al público. Una leyenda dice que el tesoro de la iglesia desapareció durante la invasión Prusiana y se oculta en alguna parte de los alrededores del pueblo.